# Lissodelphininae
Lissodelphininae er en underfamilie af delfiner. Traditionelt har denne gruppe indeholdt de to arter i slægten Lissodelphis, men nyere genetiske undersøgelser tyder på, at den også bør indeholde andre arter. Det gælder de fire arter i Cephalorhynchus og fire af de seks arter i Lagenorhynchus, nemlig stillehavshvidskæving, mørk hvidskæving, sydlig hvidskæving og korshvidskæving. 
Arterne i gruppen findes alene på den sydlige halvkugle eller i det nordlige Stillehav.